# Václav Munzar
Václav Munzar (17. dubna 1837 Bělohrad – 7. dubna 1890 Bělohrad) byl rakouský a český podnikatel a politik, v 2. polovině 19. století starosta Bělohradu a poslanec Českého zemského sněmu.

## Biografie
Byl synem sedláře. V Bělohradě vychodil obecnou školu. Vyučil se kupcem v Jilemnici a pracoval pak jako kupecký příručí v několika velkých obchodech (zejména v Liberci). Již ve věku 23 let si založil vlastní kupecký obchod na bělohradském náměstí. Kromě toho byl také činný ve faktorském textilním podnikání. Pro domácí tkalce zajišťoval materiál a vykupoval pak od nich hotové látky.
Angažoval se ve veřejném a spolkovém životě v Bělohradě. V letech 1873–1890 působil jako starosta Bělohradu. Zastával funkci předsedy místní Občanské záložny. Podporoval rozvoj lázeňství a za jeho působení v čele samosprávy byla v obci roku 1875 založena škola. Byl rovněž členem okresního zastupitelstva v Nové Pace a náměstkem okresního starosty. Byl čestným členem Hospodářsko-průmyslové jednoty okresu Hořického. Rodné město mu roku 1890 udělilo čestné občanství.
V 80. letech 19. století se zapojil i do zemské politiky. Ve volbách v roce 1883 byl zvolen v kurii venkovských obcí (volební obvod Hořice – Nová Paka) do Českého zemského sněmu. Mandát za týž obvod obhájil ve volbách v roce 1889. Byl členem staročeské strany.
Zemřel v dubnu 1890 na ochrnutí srdce. Pohřben byl na bělohradském hřbitově.